# Veikkausliiga 2003
La Veikkausliiga 2003 fu la novantaquattresima edizione della massima serie del campionato finlandese di calcio, la quattordicesima come Veikkausliiga. Il campionato, con il formato a girone unico e composto da quattordici squadre, venne vinto dall'HJK per la seconda edizione consecutiva. Capocannoniere del torneo fu Saku Puhakainen, calciatore del MyPa, con 14 reti realizzate.

## Stagione

### Novità
Dalla Veikkausliiga 2002 venne retrocesso il VPS, mentre dalla Ykkönen vennero promossi il TPS, lo Jokerit e il KooTeePee, con il campionato allargato nuovamente a quattordici squadre.

### Formula
Le quattordici squadre si affrontavano due volte nel corso del campionato, per un totale di 26 giornate. La prima classificata era decretata campione di Finlandia e veniva ammessa alla UEFA Champions League 2004-2005. La seconda classificata veniva ammessa alla Coppa UEFA 2004-2005. Se la vincitrice della Suomen Cup, ammessa alla Coppa UEFA 2004-2005, si classificava al secondo posto, anche la terza classificata veniva ammessa alla Coppa UEFA. L'ultima classificata veniva retrocessa direttamente in Ykkönen, mentre la tredicesima classificata affrontava la seconda classificata in Ykkönen in uno spareggio promozione/retrocessione.

## Squadre partecipanti
| Club        | Città        | Stadio                 | Stagione 2002                                                         |
| ----------- | ------------ | ---------------------- | --------------------------------------------------------------------- |
| Allianssi   | Vantaa       | ISS Stadion            | 4º posto in Veikkausliiga                                             |
| Haka        | Valkeakoski  | Tehtaan kenttä         | 3º posto in Veikkausliiga                                             |
| Hämeenlinna | Hämeenlinna  | Pullerin kenttä        | 3º posto nella fase per la salvezza                                   |
| HJK         | Helsinki     | Finnair Stadium        | Campione di Finlandia                                                 |
| Inter Turku | Turku        | Kupittaa               | 6º posto in Veikkausliiga                                             |
| Jaro        | Jakobstad    | Jakobstads centralplan | 7º posto in Veikkausliiga                                             |
| Jazz        | Pori         | Porin stadion          | 5º posto nella fase per la salvezza                                   |
| Jokerit     | Helsinki     | Stadio olimpico        | 4º posto nella fase per la salvezza, 2º posto in Ykkönen Etelälohko   |
| KooTeePee   | Kotka        | Arto Tolsa Areena      | 6º posto nella fase per la salvezza, 1º posto in Ykkönen Etelälohko   |
| KuPS        | Kuopio       | Kuopion keskuskenttä   | 1º posto nella fase per la salvezza                                   |
| Lahti       | Lahti        | Lahden Stadion         | 8º posto in Veikkausliiga                                             |
| MyPa        | Anjalankoski | Saviniemi              | 2º posto in Veikkausliiga                                             |
| Tampere Utd | Tampere      | Tammela                | 5º posto in Veikkausliiga                                             |
| TPS         | Turku        | Kupittaa               | 2º posto nella fase per la salvezza, 1º posto in Ykkönen Pohjoislohko |

## Classifica finale
|  | Pos. | Squadra     | Pt | G  | V  | N | P  | GF | GS | DR  |
|  | ---- | ----------- | -- | -- | -- | - | -- | -- | -- | --- |
|  | 1.   | HJK         | 57 | 26 | 17 | 6 | 3  | 51 | 15 | +36 |
|  | 2.   | Haka        | 53 | 26 | 16 | 5 | 5  | 54 | 16 | +38 |
|  | 3.   | Tampere Utd | 47 | 26 | 14 | 5 | 7  | 39 | 21 | +18 |
|  | 4.   | MyPa        | 43 | 26 | 13 | 4 | 9  | 46 | 29 | +17 |
|  | 5.   | Lahti       | 41 | 26 | 11 | 8 | 7  | 40 | 31 | +9  |
|  | 6.   | Allianssi   | 36 | 26 | 10 | 6 | 10 | 43 | 44 | -1  |
|  | 7.   | Inter Turku | 35 | 26 | 10 | 5 | 11 | 43 | 41 | +2  |
|  | 8.   | Jaro        | 35 | 26 | 9  | 8 | 9  | 36 | 38 | -2  |
|  | 9.   | TPS         | 32 | 26 | 8  | 8 | 10 | 30 | 35 | -5  |
|  | 10.  | Jokerit     | 28 | 26 | 7  | 7 | 12 | 29 | 37 | -8  |
|  | 11.  | Hämeenlinna | 28 | 26 | 7  | 7 | 12 | 25 | 48 | -23 |
|  | 12.  | Jazz        | 28 | 26 | 7  | 7 | 12 | 31 | 55 | -24 |
|  | 13.  | KooTeePee   | 22 | 26 | 6  | 4 | 16 | 28 | 53 | -25 |
|  | 14.  | KuPS        | 18 | 26 | 4  | 6 | 16 | 25 | 57 | -32 |

Legenda:
      Campione di Finlandia e ammessa alla UEFA Champions League 2004-2005
      Ammesse in Coppa UEFA 2004-2005
      Ammessa in Coppa Intertoto 2004
 Ammessa allo spareggio promozione-retrocessione
      Retrocesse in Ykkönen
Note:
Tre punti a vittoria, uno a pareggio, zero a sconfitta.

## Spareggio promozione/retrocessione
|           | Risultati |           | Luogo e data              |
| --------- | --------- | --------- | ------------------------- |
| RoPS      | 4-1       | KooTeePee | Rovaniemi, ? ottobre 2003 |
| KooTeePee | 3-2       | RoPS      | Kotka, ? ottobre 2003     |
|           |           |           |                           |

## Statistiche

### Classifica marcatori
| Gol |  |  | Giocatore        | Squadra     |
| --- |  |  | ---------------- | ----------- |
| 14  |  |  | Saku Puhakainen  | MyPa        |
| 13  |  |  | Gábor Szilágyi   | KooTeePee   |
| 12  |  |  | Luciano Álvarez  | Inter Turku |
| 12  |  |  | Juho Mäkelä      | HJK         |
| 12  |  |  | Aristides Pertot | Inter Turku |
| 11  |  |  | Mika Kottila     | HJK         |
| 11  |  |  | Valerij Popovič  | Haka        |